# Воловская, Казимера
Казиме́ра Воло́вская , Мария Марта Иисуса (пол. Kazimiera Wołowska, CSIC, пол. Maria Marta od Jezusa, 30 сентября 1879, Люблин, Люблинская губерния — 19 декабря 1942, Слоним, Барановичская область) — блаженная Римско-Католической Церкви, монахиня из женской монашеской конгрегации «Сёстры Непорочного зачатия Пресвятой Девы Марии», мученица.

## Биография
В 1900 году, в 21-летнем возрасте, Казимера Воловская поступила в женский монастырь в Язловце (Украина). 3 июля 1909 года принесла вечные обеты, приняв монашеское имя Мария Марта Иисуса, после чего работала в различных католических приходах на Волыни. С августа 1939 года сестра Мария Марта Иисуса была назначена в монастырь, находящийся в городе Слоним, Белоруссия, где она организовала дом для сирот и начальную школу. За свою благотворительную деятельность сестра Мария Марта Иисуса была награждена польским орденом «Золотой Крест Заслуги».
После начала Великой Отечественной войны помогала нуждающимся и на территории монастыря укрывала евреев, за что была арестована 18 декабря 1942 года Гестапо и на следующий день 19 декабря 1942 года расстреляна вместе с сестрой Марией Евой Провидения.

## Прославление
13 июня 1999 года Мария Марта Иисуса была беатифицирована Римским Папой Иоанном Павлом II в группе 108 блаженных польских мучеников.
День памяти в Католической Церкви — 12 июня.